# Abdou Traoré
Abdoulaye Traoré (Bamako, 17 januari 1988) is een Malinees voetballer die bij voorkeur als centrale middenvelder speelt. Hij stroomde in 2008 door vanuit de jeugd van Bordeaux.

## Clubcarrière
Traoré werd geboren in Bamako, waar hij begon met voetballen bij het lokale CO Bamako. Daar plukte Bordeaux hem in juli 2006 weg. Hij speelde twee jaar bij de reserven vooraleer hij in juli 2008 bij het eerste elftal werd gehaald. Tijdens het seizoen 2010/11 werd de Malinees uitgeleend aan reeksgenoot OGC Nice. Op 27 april 2011 scoorde hij zijn eerste doelpunt in de Ligue 1 in het shirt van Nice in het Stade Vélodrome tegen Olympique Marseille. Bij zijn terugkeer bij Bordeaux scoorde Traoré zijn eerste doelpunt voor Les Girondins op 27 augustus 2011 in de uitwedstrijd tegen Valenciennes.

## Interlandcarrière
Traoré komt uit voor het Malinees nationaal elftal. Zijn eerste wedstrijd voor Les Aigles was op 11 februari 2009 tegen Angola. Hij vertegenwoordigde zijn vaderland op de Olympische Spelen 2004 in Athene, waar de selectie onder leiding van bondscoach Cheick Oumar Kone in de kwartfinales werd uitgeschakeld door Italië (1-0).

## Erelijst
| Kampioen Ligue 1  | 1x | 2008/09 |
| Coupe de France   | 1x | 2012/13 |
| Coupe de la Ligue | 1x | 2008/09 |